# Iodură de mangan (II)
Iodura de mangan (II) este o sare a manganului divalent cu acidul iodhidric cu formula chimică MnI2. Poate utilizat ca pigment de culoare roz sau o sursă de ioni de mangan sau de iod. Este utilizat adesea în industria iluminatului. 

## Preparare
O posibilă preparare a iodurii de mangan este prin oxidarea acidului iodhidric cu permanganat de potasiu, după reacția:
{\displaystyle \mathrm {2KMnO_{4}+16HI\longrightarrow 2MnI_{2}+2KI+5I_{2}+8H_{2}O} }
În urma sa se obține iodură de mangan (II), iodură de potasiu, iod elementar și apă. De aceea, coloritul din reacție se schimbă de la cel violet (datorat permanganatului de potasiu) la cel roșu-brun (datorat iodului elementar). 